# Ingrid Oliver
Ingrid Oliver (ur. 25 lutego 1977 w Londynie) – brytyjska aktorka filmowa i telewizyjna.

## Kariera
W 2008 roku wystąpiła w filmie pt. Angus, stringi i przytulanki jako Pani Stamp. W 2010 roku występowała jako Mimi Throckmorton w brytyjskim serialu komedio-romantycznym pt. Material Girl. Oliver była współtwórczynią programu komediowego Watson & Oliver, który był emitowany w latach 2012–2013. W 2013 i 2014 roku wystąpiła w brytyjskim serialu science-fiction Doktor Who.

## Rodzina
Ojciec Oliver był inżynierem, a matka, Jo Gideon, pracowała w biznesie i w latach 2019–2024 zasiadała w brytyjskiej Izbie Gmin jako posłanka Partii Konserwatywnej. 3 grudnia 2022 Oliver zawarła związek małżeński z brytyjskim prezenterem telewizyjnym i pisarzem Richardem Osmanem.

## Filmografia[9]

### Seriale
| Rok         | Nazwa filmu                                      | Rola              | Uwagi                                                           |
| ----------- | ------------------------------------------------ | ----------------- | --------------------------------------------------------------- |
| 2005        | Doktor Martin (Doc Martin)                       | Technik radiowy   | odc. Aromatherapy                                               |
| 2006        | Vital Signs                                      | Mama              | 1 odcinek                                                       |
| 2007        | Comedy Showcase                                  | Rebecca Black     | odc. Plus One                                                   |
| 2008        | The Gym                                          | Miriam            |                                                                 |
| 2008        | Peep Show                                        | Natalie           | odc. Jeremy’s Mummy                                             |
| 2008        | Tonightly                                        | Ingrid            | 1 odcinek                                                       |
| 2008        | The Wrong Door                                   | różne role        | 6 odcinków                                                      |
| 2009        | Plus One                                         | Rebecca Black     | 5 odcinków                                                      |
| 2009        | Brudna robota (The Fixer)                        | Sadie             | 1 odcinek                                                       |
| 2010        | The Persuasionists                               | Harriet           | odc. The Australianess                                          |
| 2010        | Material Girl                                    | Mimi Throckmorton | 6 odcinków                                                      |
| 2011        | Jak się robi olimpiadę? (Twenty Twelve)          |                   | 1 odcinek                                                       |
| 2011        | Kulą w płot (Lead Balloon)                       | Jenny             | odc. Pig                                                        |
| 2012        | The Increasingly Poor Decisions of Todd Margaret | Yancy McPickles   | odc. Todd and his Valet Arrive in Leeds and What They Saw There |
| 2012 – 2013 | Watson & Oliver                                  | różne role        | 12 odcinków                                                     |
| 2013 – 2014 | Doktor Who                                       | Osgood            | odc. Dzień Doktora i Śmierć w niebie                            |
| 2014        | GameFace                                         | Clare             |                                                                 |

### Filmy
| Rok  | Nazwa filmu                  | Rola       | Uwagi            |
| ---- | ---------------------------- | ---------- | ---------------- |
| 2005 | Footprints in the Snow       |            | film telewizyjny |
| 2006 | Biffovision                  | Pani Peggy | film telewizyjny |
| 2007 | Watson & Oliver              |            | film telewizyjny |
| 2008 | Angus, stringi i przytulanki | Pani Stamp |                  |